# Ferenc Bessenyei

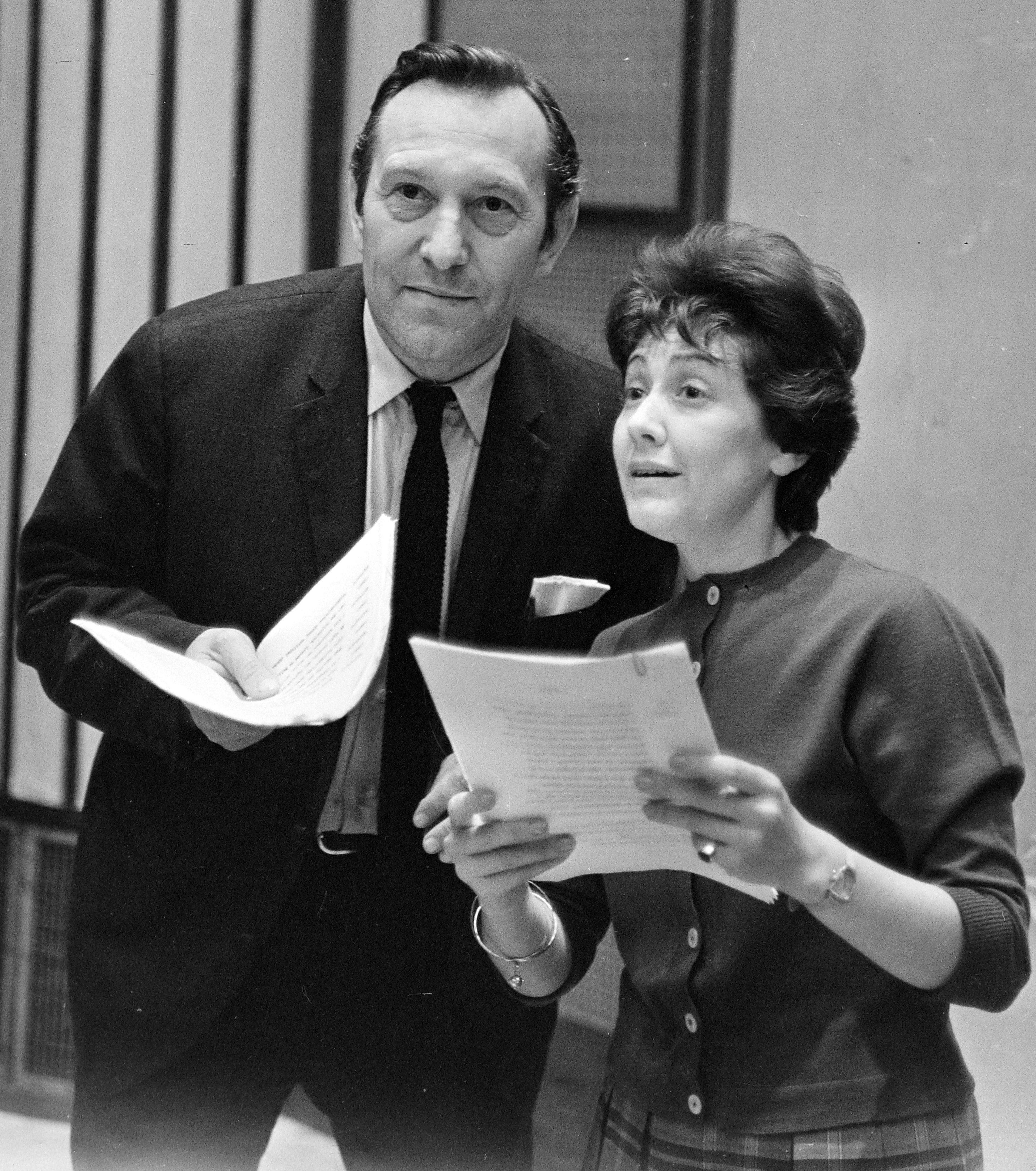
Ferenc Bessenyei mit Józsa Hacser (1966)

Ferenc Bessenyei (* 10. Februar 1919 in Hódmezővásárhely; † 27. Dezember 2004 in Lajosmizse) war ein ungarischer Schauspieler. Er war Träger des Kossuth-Preises und einer der zwölf ungarischen Schauspieler der Nation.

## Leben
Seine Laufbahn begann 1940 am Stadttheater von Szeged. Nach Stationen in Miskolc und Pécs kam er 1950 an das Budapester Nationaltheater, an dem er bis 2000 spielte. Danach ging er noch für eine Weile ans Ungarische Theater, ebenfalls in Budapest, bevor er sich auf sein Landgut zu seiner Frau und seinen geliebten Pferden zurückzog.
Daneben trat er in einer Reihe von Filmen auf, von denen viele auch in Deutschland gezeigt wurden.

## Filmografie
- 1954: Unter der Stadt (A város alatt)
- 1955: Tag des Zorns (A harag napja)
- 1956: Nacht über Budapest (Különös ismertetőjel)
- 1956: Die Kluft (Szakadék)
- 1959: Frechdachs (Kölyök)
- 1961: Der Freischüler (Légy jó mindhalálig) nach dem Roman Mischi und das Kollegium von Zsigmond Móricz
- 1961: Strahlen auf dem Eis (Napfény a jégen)
- 1962: Das Scheusal (Dúvad) nach dem Buch von Imre Sarkadi
- 1965: Gewitter (Zápor)
- 1966: Die Fehde der Geier (Egy magyar nábob) nach dem Roman: Ein ungarischer Nabob von Mór Jókai
- 1967: Das Testament des Aga (A koppányi aga testamentuma) nach dem Jugendroman von István Fekete
- 1968: Sterne von Eger (Egri csillagok)
- 1972: Meine 32 Namen (Harminckét nevem volt)
- 1974: Die schwarze Stadt (A fekete város) nach dem gleichnamigen Roman von Kálmán Mikszáth
- 1987: Das Match (A Mérkőzés)